# 车桥镇 (德安县)
车桥镇，是中华人民共和国江西省九江市德安县下辖的一个乡镇级行政单位。

## 行政区划
车桥镇下辖以下地区：
车桥村、城门村、义门村、白羊村、潘坊村、白水村、九井村、长庆村和昆山村。